# Steal My Sunshine
"Steal My Sunshine" är en låt av den kanadensiska gruppen Len, utgiven som singel den 22 juni 1999. "Steal My Sunshine" nådde tredje plats på Canada Top Singles.
Musikvideon spelades in i Daytona Beach i Florida och regisserades av Marc Costanzo och Bradley Walsh.

## Låtlista
- UK CD1

1. "Steal My Sunshine" (Album Edit) – 3:30
2. "It's Down to This"  – 4:04
3. "Drunc'n Moves"  – 2:55

- UK CD2

1. "Steal My Sunshine"  – 4:08
2. "Steal My Sunshine" (Skyjump Club Edit) – 7:19
3. "Steal My Sunshine" (Version Idjut) – 7:51

- UK 12-inch vinyl

1. "Steal My Sunshine" (Skyjump Club Edit) – 7:19
2. "Steal My Sunshine" (More and More Instrumental) – 6:45
3. "Steal My Sunshine" (Album Version) – 3:55
4. "Steal My Sunshine" (Version Idjut) – 7:51
5. "Steal My Sunshine" (Bougie Soliterre Remix) – 6:12
6. "Steal My Sunshine" (Neon Phusion Remix) – 5:24

- UK cassette single and European CD single

1. "Steal My Sunshine" (Album Version) – 3:55
2. "Steal My Sunshine" (Neon Phusion Remix) – 5:24

- US 12-inch vinyl

1. "Steal My Sunshine" (Steal My Club Mix) – 6:19
2. "Steal My Sunshine" (Skyjump Club Edit) – 7:19
3. "Steal My Sunshine" (Steal My Club Mix Instrumental) – 6:19
4. "Steal My Sunshine" (More and More Instrumental) – 6:30

- European maxi

1. "Steal My Sunshine" (Album Edit) – 3:30
2. "Steal My Sunshine" (Skyjump Club Edit) – 7:19
3. "Steal My Sunshine" (Version Idjut) – 7:51
4. "Steal My Sunshine" (Bougie Soliterre Remix) – 6:12

- Australian maxi

1. "Steal My Sunshine" (Album Version) – 4:01
2. "Steal My Sunshine" (Skyjump Club Edit) – 7:19
3. "Steal My Sunshine" (Bougie Soliterre Remix) – 6:12
4. "Steal My Sunshine" (Neon Phusion Remix) – 5:24

- Remixes, Vol. 1

1. "Steal My Sunshine" (Junior Sanchez NJ Deep Mix) – 6:00
2. "Steal My Sunshine" (Alexander Technique Darksun Remix - Jnr Edit) – 5:21
3. "Steal My Sunshine" (Gina Turner Remix) – 4:50
4. "Steal My Sunshine" (Remastered Version) – 3:31

- Remastered Anniversary Edition

1. "Steal My Sunshine" (Remastered Anniversary Edition) – 3:21
2. "Steal My Sunshine" (Remastered Anniversary Edition Instrumental) – 3:47

- California Realin' Remix

1. "Steal My Sunshine" (California Realin' Remix) – 3:48
2. "Steal My Sunshine" (Instrumental) – 3:27

## Medverkande
- Marc Costanzo – sång
- Sharon Costanzo – sång
- Matt Kelly – gitarr
- Brendan Canning